# Децидуальна оболонка
Децидуа́льна оболонка (лат. membrana decidua, від dēcidō — «відпадаю»; також caduca, decidua, decidua graviditatis) — внутрішня слизова оболонка матки (ендометрій), що зазнає певних змін під час вагітності й відторгається після пологів. Формує материнську частину плаценти. Процес утворення децидуальної оболонки називається децидуалізацією.

## Будова
У децидуальній оболонці виділяють три відділи:
- Базальна децидуальна оболонка (decidua basalis, decidua serotina), плацентарна децидуальна оболонка (decidua placentalis) — частина ендометрію між плідним міхуром і м'язовою оболонкою матки;
- Капсульна децидуальна оболонка (decidua capsularis, reflexa) — частина ендометрію, що відділяє плідний міхур від порожнини матки;
- Паріетальна децидуальна оболонка (decidua parietalis, decidua vera) — решта ендометрію.

У базальній оболонці морфологічно розрізняються три шари:
- Зовнішній компактний шар (stratum compactum);
- Проміжний губчастий шар (stratum spongiosum);
- Граничний базальний шар (stratum basalis), що прилягає до міометрію.

Там де синцитіотрофобласт пошкоджений, у децидуальній оболонці утворюються випадкові відклади фібриноїдів. Ділянка відкладення на місці зіткнення трофобластів з компактним шаром називається «шаром Рора», у місці між компактним і губчастим шарами — «шаром Нітабух» (при вростанні плаценти останній відсутній).

## Розвиток

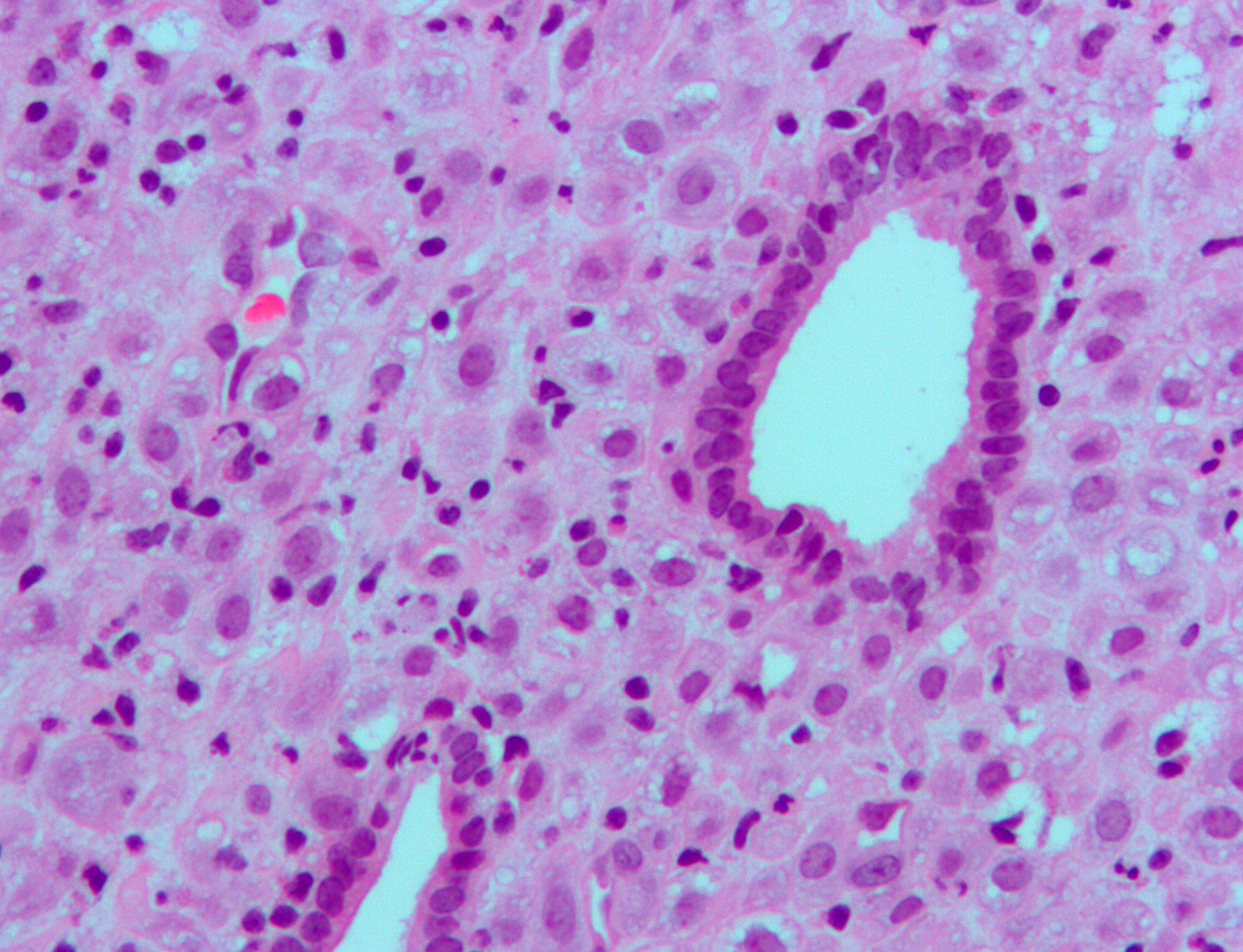
Мікрографія децидуалізованого ендометрію під дією екзогенного прогестерону. Фарбування гематоксиліном-еозином.

На початку вагітності децидуальна оболонка являє собою потовщений до 1 см ендометрій з розрослими залозами і великими децидуальними клітинами (cellulae deciduales), що містять глікоген. Окрім того, децидуальні клітини з'являються в матці і в другій частині менструального циклу: так звана менструальна децидуальна оболонка (decidua menstrualis), що відпадає в період менструації.
Базальна децидуальна оболонка утворює материнську частину плаценти. Шари її, звернуті до плода (компактний і губчастий), руйнуються ворсинами хоріона, на їхньому мсці утворюються лакуни, заповнені кров'ю. Глибокі шари утворюють базальну пластинку, від якої до хоріона відходять перегородки, що ділять лакуни на окремі камери. Крайкова зона базальної оболонки утворює замикальну пластинку плаценти.
Капсульна децидуальна оболонка, розтягнута плідним міхуром, починає атрофуватися з кінця 2-го місяця. Надалі притискується плодом в процесі його росту до паріетальної й атрофується.
Паріетальна децидуальна оболонка з 6-го місяця стискується плодом у процесі його росту і зазнає зворотного розвитку, при цьому епітелій на її поверхні і в залозах зникає, з винятком найглибших відділів. Ампулоподібні кінці залоз стискуються й утворюють щілини.
Децидуальна оболонка відторгається разом з плацентою невдовзі після пологів. Залишки виходять з кров'ю на першому етапі лохій.

## Функції
Як посередник між материнським організмом і ембріоном децидуальна оболонка бере участь в обміні поживних речовин і газообміні під час внутрішньоутробного розвитку. Вона також захищає зародок від материнської імунної системи.
При порушеннях вростання плаценти (напр. врослій плаценті) спостерігається недостатня децидуалізація.
У разі позаматкової вагітності ендометрій все рівно зазнає децидуалізації. Відторгнення ендометрію може бути помилково прийняте за викидень.
Децидуалізація може спостерігатися в тканинах очеревини чи яєчника — як відповідь стромальних клітин на дію прогестерону.

### Продукування гормонів
Децидуальна оболонка продукує гормони, фактори росту і цитокіни. Має рецептори таких гормонів, як естроген, прогестерон, гормон росту та ін.

## Клінічне значення

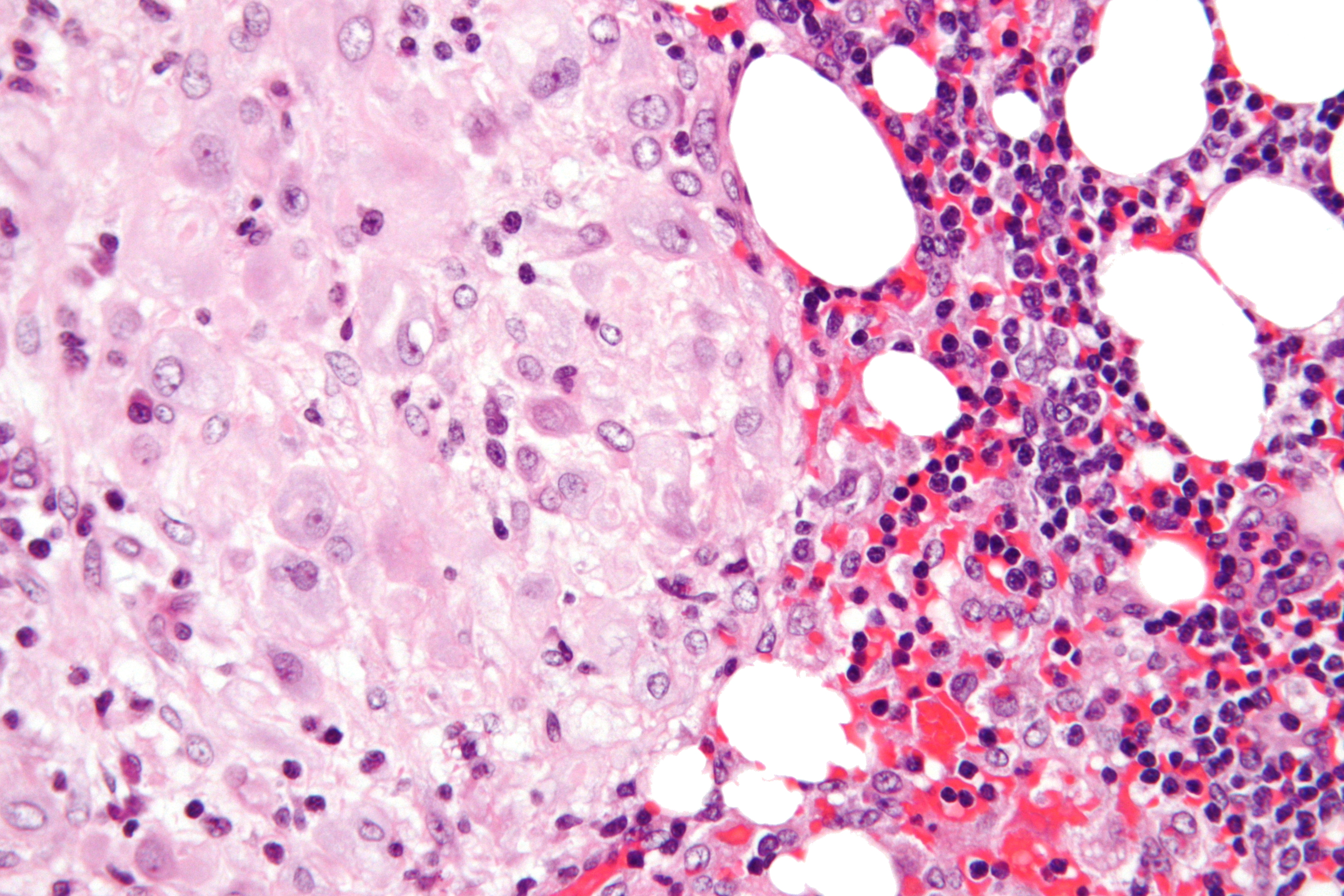
Мікрографія децидуальної тканини в лімфатичному вузлі. Фарбування гематоксиліном-еозином.

Довготривале запалювальне захворювання децидуальної оболонки (хронічний децидуїт) може привести до передчасних пологів.

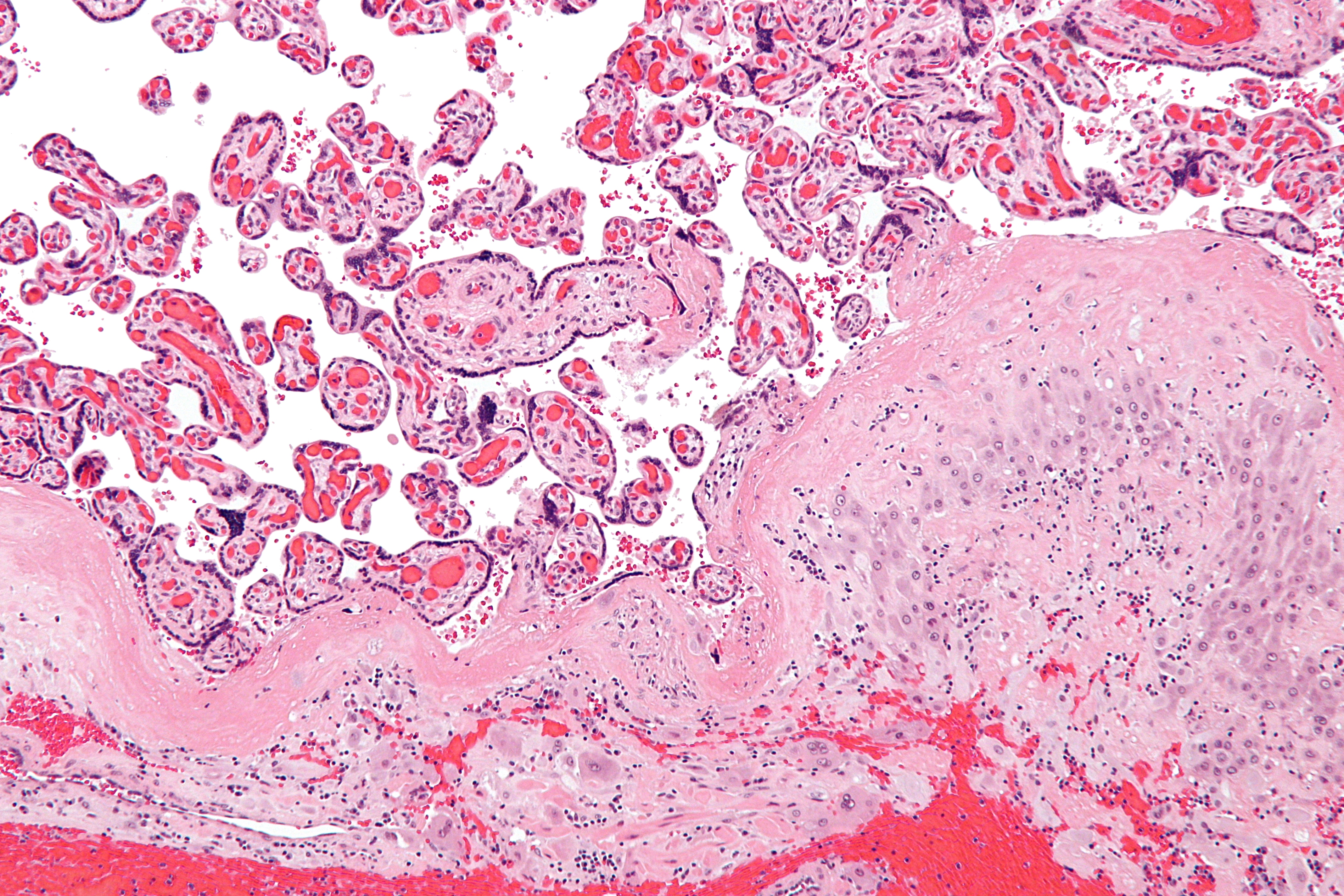
Мікрографія хронічного децидуїту. Фарбування гематоксиліном-еозином.

Децидуалізована тканина лімфатичного вузла може мімікрувати під метастатичну карциному.